# Перша Фітна
Перша Фітна (араб. فتنة مقتل عثمان, fitnat maqtal ʻUthmān, дослівно: сварка/заколот через убивство Османа) була першою громадянською війною (фітною) в ісламському світі. Ця війна призвела до повалення халіфату Рашидун і заснування халіфату Омеядів. 
Громадянська війна включала три основні битви між четвертим халіфом Рашидун, Алі, та групами повстанців.
Коріння першої громадянської війни можна простежити до вбивства другого халіфа Умара. Перш ніж померти від ран, Умар сформував раду з шести членів, яка обрала Османа наступним халіфом. В останні роки халіфату, його звинуватили в непотизмі та вбили повстанці у 656 році. Після вбивства Османа Алі було обрано четвертим халіфом. Айша, Талха і Зубайр повстали проти Алі, щоб скинути його. У грудні 656 року обидві сторони брали участь у Верблюжій битві, з якої Алі вийшов переможцем. Після цього Муавія, діючий губернатор Сирії, оголосив війну Алі, нібито щоб помститися за смерть Османа. Обидві сторони воювали в битві при Сіффіні в липні 657 року, яка завершилася нічиєю. Цей арбітраж викликав обурення у хариджитів, які оголосили Алі, Муавію та їхніх послідовників невірними. Після жорстокості хариджитів проти цивільних, сили Алі розгромили їх у битві при Нахравані. Незабаром після цього Муавія також захопив контроль над Єгиптом за допомоги Амра ібн аль-Аса.
У 661 році Алі був убитий хариджитом Абдуррахманом ібн Мульджамом. Після смерті Алі його спадкоємець Хасан був обраний халіфом і незабаром після цього піддався нападу Муавії. Хасан уклав мирний договір, визнаючи правління Муавії, який згодом заснував Омеядський халіфат і правив як перший халіф.

## Передумови
Після смерті Мухаммеда в 632 році лідером ісламського світу став Абу Бакр. Після відновлення мусульманського контролю над дисидентськими племенами Аравії він послав війська воювати проти імперій Візантії та Сасанідської Персії, поклавши початок хвилі завоювань, які продовжив його наступник Умар (роки правління 634–644). Ці битви призвели до майже повного краху сасанідів і обмежили Візантійську імперію Анатолією, Північною Африкою та її володіннями в Європі. Завоювання принесли мусульманам великі прибутки та землі. В Іраку землі перської корони та аристократії тепер були в руках мусульман. Вони стали державною комунальною власністю. Доходи розподілялися між військами завойовників, які осіли в Іраку. Умар також залишив управління провінціями регіональним губернаторам, які правили зі значною автономією. Провінційний надлишок витрачався на мусульманських поселенців завойованих територій, а не направлявся до столиці у Медину.
Осман став наступником Умара після вбивства останнього рабом у 644 році. Політика нового халіфа викликала невдоволення серед мусульманської еліти, а також звинувачення в непотизмі. Він почав централізувати владу, спираючись на своїх родичів Омеядів, які довгий час виступали проти Мухаммеда, перш ніж прийняли іслам у 630 році. Його прихильність до родичів виключала інших членів курайшитів, які користувалися значним авторитетом під час правління двох його попередників. Він призначив своїх родичів на посади всіх губернаторів провінцій. Хоча Осман продовжував мусульманську експансію в Персії та Єгипті, ці завоювання припинилися до другої половини його правління. Приплив здобичі сповільнився, посилюючи економічні проблеми, які раніше були пом’якшені через надходження здобичі під час війни. Це все поєднувалося з антипатією арабських кочівників до центральної влади. Тривала міграція племен з Аравії на завойовані території також призвела до зменшення виплат із земельних доходів, що викликало обурення серед попередніх поселенців. Ранні поселенці також побачили, що їхньому статусу загрожує надання землі на завойованих територіях видатним курейшитам, таким як Талха ібн Убайдуллах та Зубайр ібн аль-Аввам, а також придбання землі вождями племен, які прибули пізніше, такими як Ашас ібн Кайс. Ці вожді отримали цю територію в обмін на свої землі в Аравії. Крім того, Осман взяв під контроль коронні землі Іраку як державні активи та вимагав, щоб надлишок прибутків з провінції був направлений халіфу. Це втручання у справи провінцій спричинило широку опозицію його правлінню, особливо з боку Іраку та Єгипту, де розташувалася більшість армій завойовників.
Підбадьорювана мединською елітою, включаючи видатних діячів, таких як Талха, Зубайр, Амр ібн аль-Ас (колишній губернатор Єгипту, якого скинув Осман), і вдова Мухаммеда Айша, провінційна опозиція згодом переросла у відкрите повстання. Дисиденти з Єгипту та Іраку вирушили у Медину, вбивши халіфа в червні 656 року. Алі ібн Абу Таліб, двоюрідний брат і зять Мухаммеда, згодом був визнаний халіфом.

## Верблюжа битва
Аїша, Талха та Зубайр виступили проти престолонаслідування Алі та зібралися в Мецці, де вимагали помсти за смерть Османа та обрання нового халіфа, імовірно або Тальхи, або Зубайра, шляхом наради. Повстанці підняли армію та забрали Басру у намісника Алі, завдавши значних втрат його людям, з наміром зміцнити свої позиції. Алі послав свого сина Хасана мобілізувати війська в Куфу. Після того як Алі сам прибув до Куфи, об'єднана армія рушила до Басри.
Дві армії зустрілися біля Басри. Після трьох днів невдалих переговорів битва почалася вдень 8 грудня 656 року і тривала до вечора. Зубайр втік з поля битви. Ймовірно, за цей вчинок, Зубайр був переслідуваний і вбитий військами аль-Ахнафа бін Кайса, вождя племені Бану Саад, який залишився боротися. Талха був убитий Омеядом Марваном ібн аль-Хакамом.
Після загибелі Талхи та Зубайра битва була вирішена на користь Алі. Проте боротьба тривала до тих пір, поки військам Алі не вдалося вбити верблюда Айші, навколо якого згуртувалися її сили. Від цього верблюда битва і отримала свою назву. Після попередження Айші Алі відправив її назад до Медини в супроводі брата. Алі також оголосив публічне помилування та звільнив ув'язнених. Це помилування також було поширено на високопоставлених повстанців, включаючи Марвана, який незабаром приєднався до свого родича Омеядів Муавії ібн Абі Суф'яна, губернатора Сирії, як старший радник.

## Сіффінська битва
Незабаром після приходу до влади Алі відправив у відставку більшість губернаторів, яких він вважав продажними, включаючи Муавію, двоюрідного брата Османа. Муавія відмовився піти у відставку і повідомив Алі через представника, що він визнає Алі халіфом в обмін на довічне губернаторство Сирії та Єгипту. Алі відхилив цю пропозицію.
У відповідь Муавія оголосив війну Алі від імені сирійців, вимагаючи помсти за смерть Османа. Губернатор мав на меті скинути Алі та заснувати сирійську раду для призначення наступного халіфа, яким, ймовірно, став би сам Муавія. Алі відповів листом, що Муавія може передати свою справу до суду Алі, попросивши його надати будь-які докази, які б звинуватили Алі у вбивстві Османа. Алі також закликав Муавію назвати ім'я будь-якого сирійця, який міг би претендувати на участь у раді.
Алі скликав раду ісламської правлячої еліти, яка закликала його боротися з Муавією. Дві армії зустрілися в Сіффіні, на захід від Євфрату, у 657 році нашої ери. Там дві сторони вели переговори протягом тижнів. Примітно, що Муавія повторив свою пропозицію визнати Алі в обмін на Сирію та Єгипет, яка знову була відхилена. У свою чергу Алі викликав Муавію на дуель, щоб залагодити справи та уникнути безглуздого кровопролиття. Муавія відхилив цю пропозицію. Переговори припинилися 18 липня 657 року, і обидві сторони приготувалися до битви. Бої почалися в середу, 26 липня, і тривали три-чотири дні. До останнього дня баланс сил змінився на користь Алі. Коли Муавії повідомили, що його армія не може перемогти, він вирішив звернутися до Корану. Перед полуднем сирійці підняли свитки Корану на свої списи, вигукуючи: «Нехай книга Бога буде суддею між нами». Хоча Алі з підозрою поставився до цього звернення, його війська припинили бій. Спонуканий сильними мирними настроями в армії та загрозами бунту, Алі прийняв пропозицію про проведення арбітражу.

### Арбітраж
Більшість воїнів в армії Алі наполягали на тому, щоб їхнім представником був Абу Муса аль-Ашарі. Алі вважав Абу Мусу політично наївним, але призначив його представником, незважаючи на ці застереження. В угоді від 2 серпня 657 р. н. е. Абу Муса представляв армію Алі, тоді як верховний генерал Муавії Амр ібн аль-Ас представляв іншу сторону. Обидва представники зобов’язалися дотримуватися Корану та Сунни та вберегти мусульманське суспільство від війни та розколу.
Два арбітри зустрілися разом, спочатку в Думат аль-Джандал, а потім в Удхру, і розгляд, тривав прибзино до середини квітня 658 р. н. У Думат аль-Джандал арбітри винесли вердикт, що Осман був убитий незаконно і що Муавія мав право помститися. За словами вченого Вілферда Маделунга, цей вердикт був радше політичним, ніж судовим, і був помилкою наївного Абу Муси. Цей вердикт посилив підтримку сирійцями Муавії та послабив позиції Алі.
Друга зустріч в Удхру, ймовірно, закінчилася хаосом, коли Амр порушив свою попередню угоду з Абу Мусою. Куфанська делегація люто відреагувала на поступки Абу Муси, і колишній арбітр з ганьбою втік до Мекки. Навпаки, Амр був тріумфально прийнятий Муавією після його повернення до Сирії. Після завершення арбітражу в 659 році н. е. сирійці присягнули на вірність Муавії як наступному халіфу. Алі засудив поведінку двох арбітрів як таку, що суперечить Корану, і почав організовувати новий похід до Сирії.

## Битва при Нахравані
Після битви при Сіффіні окрема група відділилася від війська Алі, коли він погодився врегулювати суперечку з Муавією за допомогою арбітражу, що група вважала таким, що суперечить Корану. Більшість із них тиснули на Алі, щоб той погодився на арбітраж, але згодом змінили курс і заявили, що право на суд належить лише Богу. У той час як Алі значною мірою вдалося відновити їхню підтримку, інші противники арбітражу зібралися в Нахравані, на східному березі Тигру. Через вихід ця група стала відомою як хариджити, що з арабської мови означає «вийти» або «підняти повстання».
Своїм халіфом хариджити обрали Абдуллаха ібн Вахба ар-Расібі. Вони засудили лідерство Алі та оголосили його, його послідовників і сирійців невірними. Вони оголосили пролиття крові таких невірних законним. Хариджити почали допитувати мирних жителів щодо їхніх поглядів на Османа та Алі та страчувати тих, хто не поділяв їхніх поглядів. В одному відомому випадку харідити вбили вагітну дружину землероба, вирізали з чрева та вбили її ненароджену дитину, а потім обезголовили її чоловіка. Хариджитів вважають попередниками ісламських екстремістів. Алі отримав звістку про безчинства хариджитів і з військом рушив у Нахраван. Там він наказав харджитам видати вбивць і повернутися до своїх родин. Проте хариджити зухвало відповіли, що несуть колективну відповідальність за вбивства. Після кількох невдалих спроб деескалації Алі оголосив амністію (яка не поширювалася на вбивць) і заборонив своїй армії розпочинати військові дії. Хариджити, що залишилися, чисельністю приблизно 2800, напали і були переможені значно переважаючою армією Алі. Поранених, яких оцінюють у 400 чоловік, Алі помилував. У січні 661 року під час молитви в мечеті Куфи Алі був убитий хариджитом Абд аль-Рахманом ібн Мульджамом.

## Перемови з Хасаном
Після вбивства Алі в січні 661 р. його старший син Хасан був обраний халіфом у Куфі. Муавія швидко рушив на Куфу з великою армією, тоді як багато воїнів з армії Хасана стали дезертирами. Цьому сприяли військові командири та вожді племен, яких схилили на бік Муавії обіцянки та хабарі. Хасан був поранений під час невдалого замаху на його життя. До того часу, як Хасан погодився на мирний договір з Муавією, його влада обмежувалася територіями навколо Куфи. Відповідно до цього договору Хасан поступився халіфатом Муавії. Договір передбачав загальну амністію для народу та повернення халіфату Хасану після смерті Муавії. Муавія був коронований як халіф на церемонії в Єрусалимі в 661 році.
Хасан помер перед Муавією, померши в 669 році у віці 46 років. Вважається, що він був отруєний за наказом Муавії.